# Cyrtandra lanceolata
Cyrtandra lanceolata är en tvåhjärtbladig växtart som beskrevs av Ridley. Cyrtandra lanceolata ingår i släktet Cyrtandra och familjen Gesneriaceae. Inga underarter finns listade i Catalogue of Life.